# Office central des transports internationaux par chemins de fer à Berne
Office central des transports internationaux par chemins de fer à Berne (OCTI) war das Zentralamt für den internationalen Eisenbahnverkehr.

## Geschichte
Das OCTI wurde 1893 mit dem Inkrafttreten des ersten internationalen Übereinkommens über den Güterverkehr für den internationalen Schienenverkehr (IÜG bzw. 1. Berner Übereinkommen) mit Sitz in Bern geschaffen. Es stand unter der Aufsicht der Schweiz, die nach den damaligen Gepflogenheiten die Verantwortung für die Betreuung des IÜG – später CIM genannt – übernommen hatte. Es behielt seinen Namen bei, obschon mit dem Übereinkommen über den internationalen Eisenbahnverkehr von 1980 (COTIF, 2. Berner Abkommen), durch das die Zwischenstaatliche Organisation für den internationalen Eisenbahnverkehr (OTIF) nach allen Regeln des heutigen Völkerrechts als eigenständige zwischenstaatliche Organisation entstanden war, deren Sekretariat aber das OCTI blieb, das somit eine eher ungewöhnliche Bezeichnung trug.

## Aufgaben
Die Aufgaben gemäss COTIF 1980 waren:
- Besorgung sämtlicher Sekretariatsgeschäfte der Organisation
- Kompetente Fachstelle für die Regelungsbereiche des COTIF
- Herausgabe einer Zeitschrift

Das Zentralamt stand unter der Leitung eines Generaldirektors, der die Organisation nach aussen vertrat. Aufsichtsorgan über das Zentralamt war der Verwaltungsausschuss der OTIF. Mit dem Inkrafttreten des COTIF 1999 (Protokoll von Vilnius, seit 2006) ist der Name verschwunden. Das Zentralamt wurde durch die Zwischenstaatliche Organisation für den internationalen Eisenbahnverkehr abgelöst.